# Rallus wetmorei
Rallus wetmorei é uma espécie de ave da família Rallidae.
É endémica da Venezuela.
Os seus habitats naturais são: florestas de mangal tropicais ou subtropicais e lagoas costeiras de água salgada.
Está ameaçada por perda de habitat.